# I. e. 298
Évszázadok: i. e. 4. század – i. e. 3. század – i. e. 2. század
Évtizedek: i. e. 340-es évek – i. e. 330-as évek – i. e. 320-as évek – i. e. 310-es évek – i. e. 300-as évek – i. e. 290-es évek – i. e. 280-as évek – i. e. 270-es évek – i. e. 260-as évek – i. e. 250-es évek – i. e. 240-es évek
Évek: i. e. 303 – i. e. 302 – i. e. 301 – i. e. 300 –  i. e. 299 – i. e. 298 – i. e. 297 – i. e. 296 – i. e. 295 – i. e. 294 – i. e. 293

## Események

### Egyiptom
- Ptolemaiosz békét köt Démétriosszal. Démétriosz túszként Alexandriába küldi Pürrhoszt.
- Ptolemaiosz szövetséget köt Agathoklész szürakuszai királlyal és feleségül adja hozzá mostohalányát, Theoxenát.
- Ptolemaiosz megszilárdítja hatalmát a lázongó Kürenaikában és a tartomány élére mostohafiát, Magaszt állítja.

### India
- Csandragupta, a Maurja Birodalom királya lemond a trónról és a hagyomány szerint dzsainista szerzetesnek áll. Helyét fia, Binduszára veszi át.

### Róma
- Lucius Cornelius Scipio Barbatust és Cnaeus Fulvius Maximus Centumalust választják consulnak.
- A szamniszok megtámadják a lucanusokat, akik Rómától kérnek segítséget. Elkezdődik a harmadik szamnisz háború.
- Scipio consul Volaterraenál döntetlen csatát vív az etruszkokkal, akik másnap visszavonulnak, a rómaiak pedig feldúlják az etruszkok földjeit.
- Cn. Fulvius csatában legyőzi a szamniszokat és elfoglalja fővárosukat, Bovianumot.[1]

## Fordítás
- Ez a szócikk részben vagy egészben  a(z)   298 BC című angol Wikipédia-szócikk ezen változatának fordításán alapul.  Az eredeti cikk szerkesztőit annak laptörténete sorolja fel. Ez a jelzés csupán a megfogalmazás eredetét és a szerzői jogokat jelzi, nem szolgál a cikkben szereplő információk forrásmegjelöléseként.